# DDP (commerce)
Pour les articles homonymes, voir DDP.
DDP est une enseigne française de fabrication et de vente de vêtements fondée en 1996. Elle est exploitée par la société Lonilead.

## Histoire
En 1980, Laurent Caillet ouvre sa boutique de mode à Bordeaux. Il est rejoint par Didier Mauroux en 1982 et ouvre avec lui Les Docks Dupont, la première boutique multimarque à Bordeaux.
Après avoir été revendeurs exclusifs de la marque Dr Martens en France, ils lancent en 1996 DDP. À l'époque une marque de mode « jeune » avec Eggman (le petit bonhomme jaune), DDP est devenue depuis 2009 une marque de prêt-à-porter exclusivement féminine. 
La maison mère, la société exploitante BMC[source insuffisante], emploie alors une centaine de salariés installés au siège à Bègles[réf. nécessaire].
En octobre 2018 est vendu le fonds de commerce de Grenoble, en mars 2019, celui de Brive-la-Gaillarde et en octobre 2019 celui de Bayonne. En septembre 2019 Laurent Caillet annonce arrêter son activité[source insuffisante].
Le 25 novembre 2019 la société BMC prend le nom de Lonilead[réf. non conforme].